# Niccolò Spalletta
Niccolò Spalletta oder Niccolò da Caccamo  (tätig im 16. Jahrhundert in Caccamo und Palermo) war ein italienischer Dominikanerpater und Maler der Renaissance auf Sizilien.
Seine Lebensdaten sind genauso unbekannt wie sein künstlerischer Werdegang.
Er schuf 1526 in Palermo und 1530 in Caccamo – jeweils im Kreuzgang des dortigen Dominikanerklosters – Fresken, von denen in Palermo lediglich Fragmente erhalten geblieben sind. 1556 malte er Fresken in der Chiesa Santa Caterina in Termini Imerese.

## Werke
- Chiesa Santa Caterina (Termini Imerese): Fresken aus dem Leben von Heiligen (1546)
- Chiostro di San Domenico (Palermo): „Szenen der Apokalypse“ und „Szenen aus dem Leben heiliger Dominikaner“ (1556).